# Centre Culturel Franco-Nigérien Jean Rouch

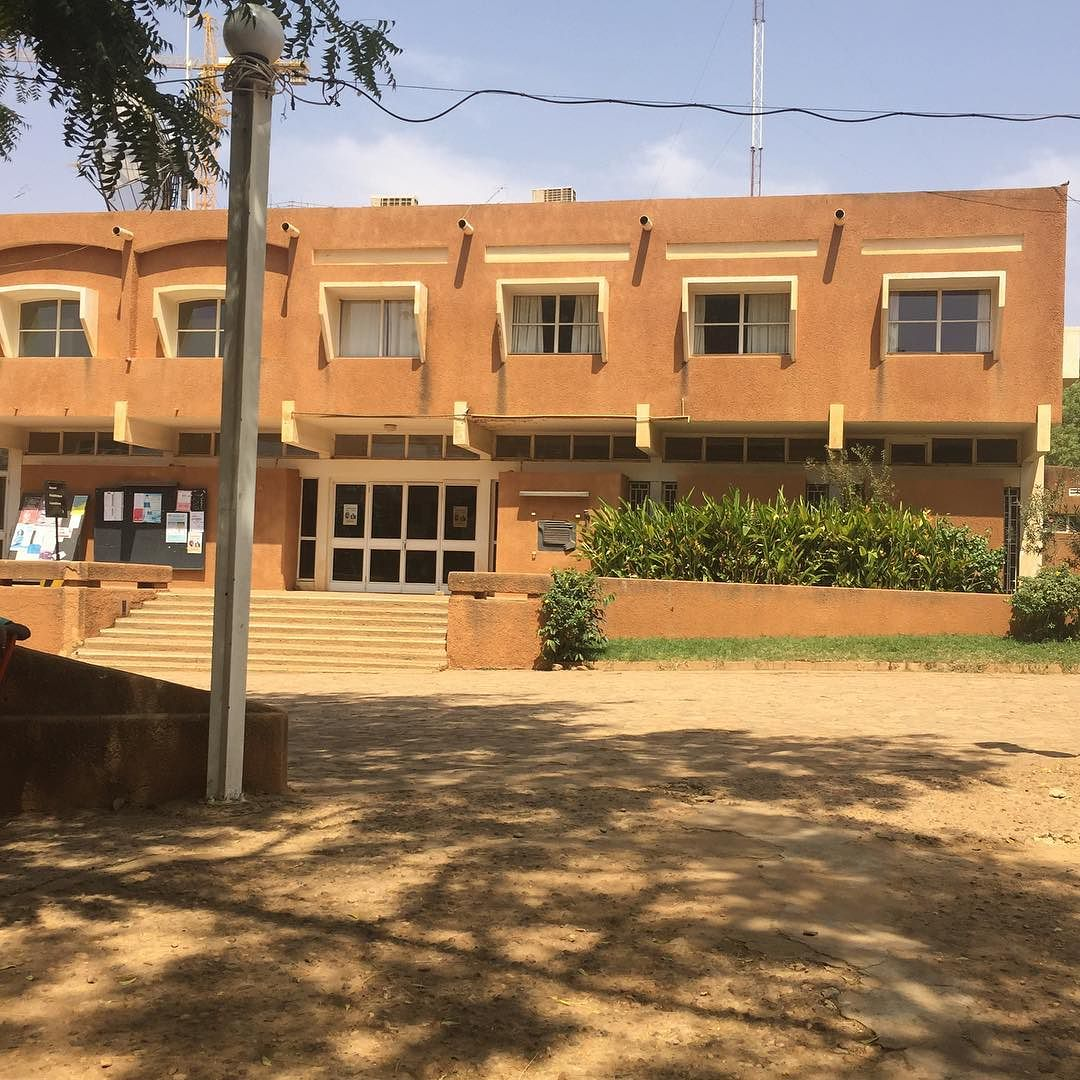
Ein Gebäude am Areal des Centre Culturel Franco-Nigérien Jean Rouch

Der Centre Culturel Franco-Nigérien Jean Rouch (CCFN) ist ein französisch-nigrisches Kulturzentrum in der Stadt Niamey in Niger.

## Areal und Angebote
Das Areal des Centre Culturel Franco-Nigérien Jean Rouch befindet sich im zentral gelegenen Stadtviertel Kombo. Es ist Teil des vallée de la culture, des „Tals der Kultur“ in Niamey, in dem es noch eine Reihe weiterer Kulturinstitutionen gibt, so das Nigrische Nationalmuseum, das Institut de Recherche en Sciences Humaines (IRSH) und der Centre d’Études Linguistiques et Historiques par la Tradition Orale (CELHTO).

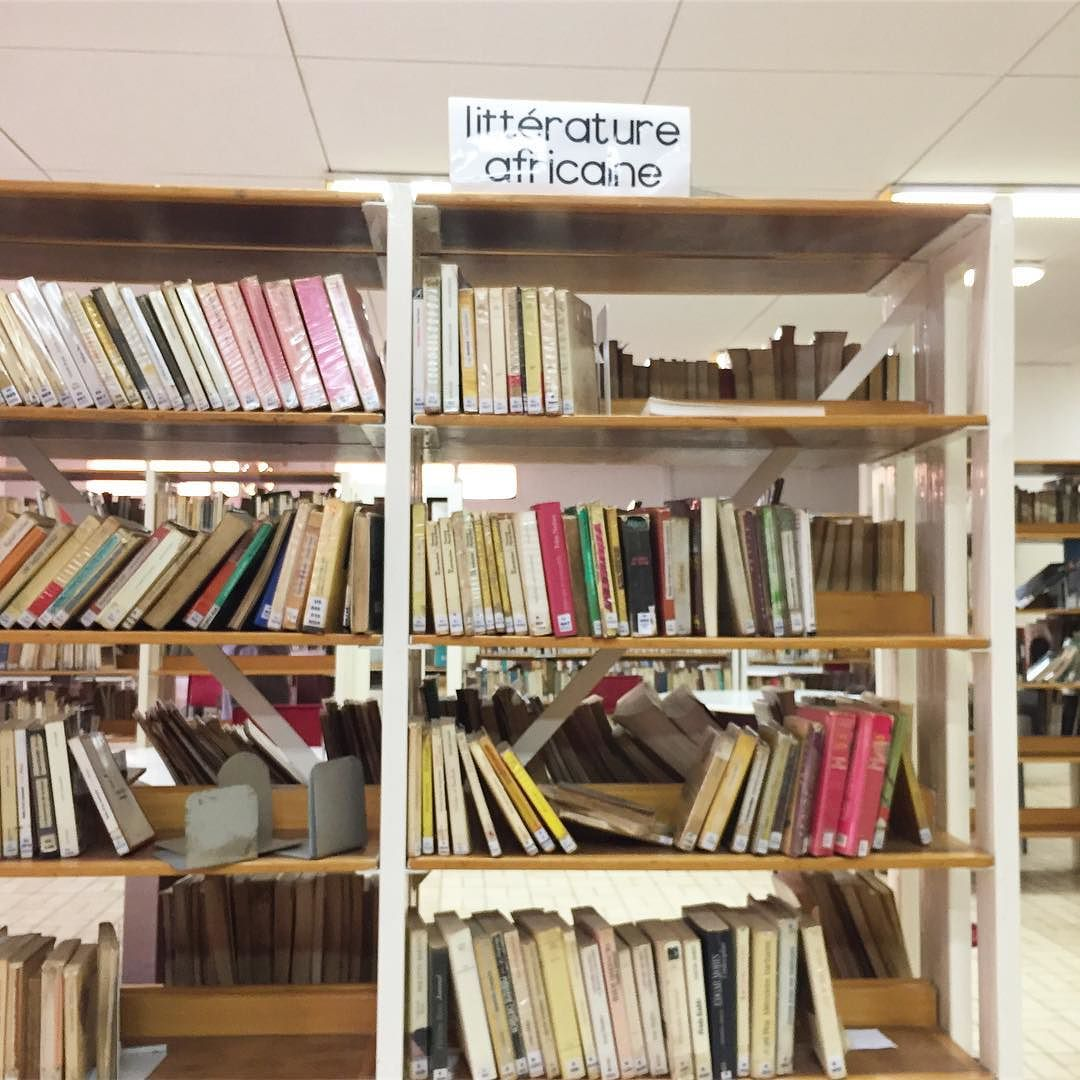
Bücherregal mit afrikanischer Literatur im Centre Culturel Franco-Nigérien Jean Rouch

Der CCFN zielt einerseits darauf, die französische und französischsprachige Kultur in der ehemaligen französischen Kolonie Niger zu verbreiten. Andererseits sollen das Schaffen, die öffentliche Wahrnehmung und die Professionalisierung zeitgenössischer nigrischer Kulturschaffender gefördert werden. Dazu gehören unter anderem die Bereiche Musik, Tanz, Theater, bildende Kunst, Fotografie, Film und Literatur. Dabei spielt der Kulturaustausch eine wichtige Rolle. Der CCFN gehört zu den bekanntesten Veranstaltungsorten in Niamey und tritt landesweit als Kooperationspartner bei verschiedenen kulturellen Aktivitäten in Erscheinung.
Der größte Veranstaltungsort am Areal des Kulturzentrums ist ein Freilufttheater, das über 400 Sitzplätze bietet. Hier finden üblicherweise an den Wochenenden größere Veranstaltungen statt, wobei Rap-Konzerte zu den meistbesuchten zählen. Ebenfalls im Freien liegt ein kleines Amphitheater mit 67 Sitzplätzen, in dessen Nähe sich die Cafeteria des CCFN befindet. Letztere ist ein Treffpunkt für ein studentisches und kulturell interessiertes Publikum.
Beim Eingang zum Hauptgebäude steht eine 150 m² große Ausstellungshalle zur Verfügung. Weitere für Veranstaltungen genutzte Innenräume sind ein 120 Sitzplätze fassendes Auditorium und eine Reihe kleinerer Veranstaltungsräume.

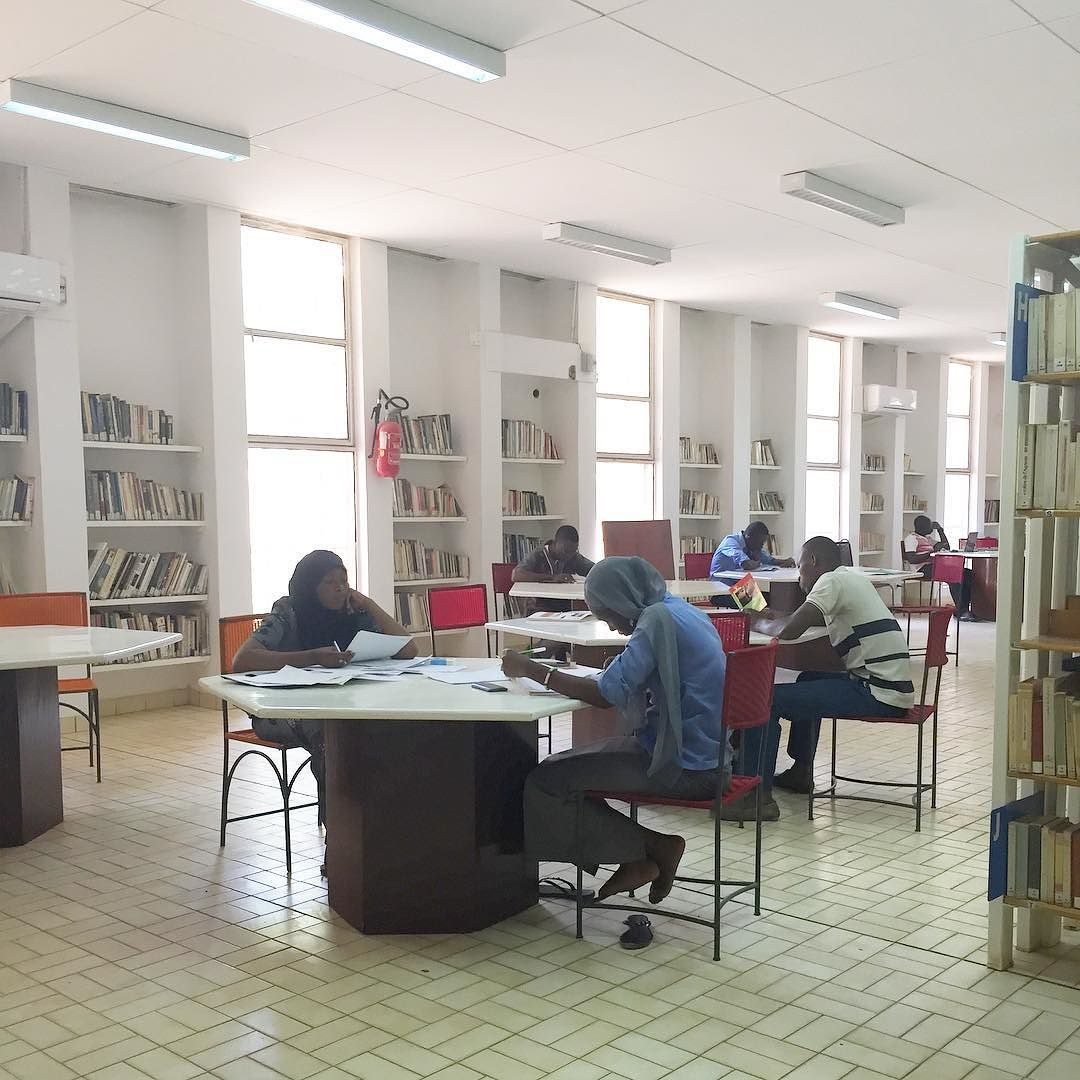
Mediathek im Centre Culturel Franco-Nigérien Jean Rouch

Eine zentrale Einrichtung des CCFN ist seine öffentliche Mediathek, die zu den bedeutendsten in Niger zählt. Sie erstreckt sich über eine Fläche von 900 m² und umfasst etwa 35.000 Einzelwerke. Neben Büchern und Zeitschriften werden elektronische Datenträger verwahrt und verliehen. Außer französischsprachigen Werken werden auch solche in den regionalen Sprachen Nigers gesammelt. Ein grundsätzlicher Schwerpunkt liegt auf Sach- und Fachliteratur. Bereits in den 1990er Jahren besonders oft ausgeliehen wurden Werke zu den Themenbereichen Afrika und Sozialwissenschaften sowie Romane. Für Kinder und Jugendliche gibt es in der Mediathek einen stark frequentierten eigenen Bereich.

## Verwaltung
Der Centre Culturel Franco-Nigérien Jean Rouch ist eine binationale Einrichtung, die sowohl dem Kulturministerium Nigers als auch dem Außenministerium Frankreichs untersteht. Sie wird von einem paritätisch besetztem Rat verwaltet und bestimmt über ihr von beiden Staaten zur Verfügung gestelltes Budget autonom.
Dem Zentrum in Niamey verwaltungsmäßig angeschlossen ist mit dem Centre Culturel Franco-Nigérien de Zinder eine Filiale in Zinder, der zweitgrößten Stadt Nigers.

## Geschichte
Die Schaffung des vallée de la culture in Niamey rund um das Unabhängigkeitsjahr Nigers 1960 geht auf den einflussreichen Intellektuellen und Politiker Boubou Hama zurück. Der Centre Culturel Franco-Nigérien wurde als Institution am 9. Februar 1963 gegründet. Der Gebäudekomplex wurde am 20. Mai 1965 von Staatspräsident Hamani Diori eröffnet. Der erste Präsident des Verwaltungsrats war Boubou Hama. Als erster Vizedirektor des Zentrums fungierte Djibo Habi.
Diouldé Laya, ein nigrischer Soziologe und Generalsekretär der nationalen UNESCO-Kommission, richtete noch in den 1960er Jahren eine Filmschule am CCFN ein. Dabei erhielt er Unterstützung durch den französischen, vor allem in Niger tätigen Filmemacher Jean Rouch, nach dem das Kulturzentrum später benannt wurde. Die Leitung der Filmschule übernahmen die jungen Franzosen Serge Moati, Gérard Delassus und Gérard de Battista. Die Schule trug zur Blütezeit des nigrischen Films in den 1960er und 1970er Jahren bei. Zu den bekanntesten nigrischen Filmschaffenden, die ihr Handwerk am CCFN lernten, zählen der Regisseur Oumarou Ganda und die Regisseurin Mariama Hima.
Eine Konvention zwischen den Regierungen Frankreichs und Nigers vom 27. Mai 1977 regelte die Verwaltung des Kulturzentrums, das den Status einer öffentlichen Einrichtung nach nigrischem Recht erhielt.
Der Autor Abdoua Kanta gehörte zu den Gründungsmitgliedern eines im CCFN angesiedelten Buchklubs, dessen Präsident 1989 der Autor Harouna Coulibaly wurde. Das Kulturzentrum unterstützte auch die Dreharbeiten ausländischer Spielfilme in Niger, so von Die Gefangene der Wüste (1990) von Regisseur Raymond Depardon und Sirga – Die Löwin (1993) von Regisseur Patrick Grandperret. Unter der Ägide des CCFN entstand eine junge Theatertruppe, die unter dem Namen Les Tréteaux du Niger und der Leitung von Achirou Wagé ab 1993 regelmäßig auf Tournee ging und besonders mit Adaptionen von Molière-Stücken Erfolg hatte.
Das Zentrum wurde von 2005 bis 2006 sowie 2013 saniert. Dabei wurde auch eine Zugangskontrollschleuse eingebaut.